# Roye (Somma)
Roye – miejscowość i gmina we Francji, w regionie Hauts-de-France, w departamencie Somma.
Według danych na rok 1990 gminę zamieszkiwały 6333 osoby, a gęstość zaludnienia wynosiła 407 osób/km² (wśród 2293 gmin Pikardii Roye plasuje się na 30. miejscu pod względem liczby ludności, natomiast pod względem powierzchni na miejscu 179.).